# Leobraudu
Leobraudu (Leobraudo) ist eine osttimoresische Aldeia im Suco Seloi Craic (Verwaltungsamt Aileu, Gemeinde Aileu). 2015 lebten in der Aldeia 43 Menschen.

## Geographie und Einrichtungen
Die Aldeia Leobraudu liegt im Nordosten des Sucos Seloi Craic. Westlich befindet sich die Aldeia Raicoalefa und nördlich die Aldeia Faularan. Im Süden grenzt Leobraudu an den Suco Seloi Malere und im Osten an den Suco Aissirimou. Von Raicoalefa reicht das Dorf Darhai nach Leobraudu hinein. Es befindet sich an der Überlandstraße, die aus Gleno im Südwesten kommt und in Leobraudu auf die Überlandstraße aus Aileu im Südosten und aus Turiscai im Nordosten trifft. An dieser Kreuzung befindet sich der Markt von Seloi. Nördlich davon beginnt das Dorf Sarlala, das sein Zentrum in Faularan hat. An der Straße nach Aileu liegt der Weiler Ericoalefa, mit dem Sitz der Aldeia. Im Nordwesten von Leobraudu liegt abseits der Straßen der Weiler Fateran.
An der Straße nach Turiscai stehen in Sarlala die Kirche Evangelica Asembleia de Deus Sarlala und die Herz-Jesu-Kirche Sarlala (Igreja Sagrado Coração de Jesus Sarlala).

## Politik
2023 wurde Joaquim Martins zum Chefe de Aldeia gewählt.